# Villino Cagiati
Villino Cagiati é uma pequena villa localizada na esquina da Via dei Gracchi e o Vicolo degli Orsini, no rione Prati de Roma.

## História
Este villino, obra do arquiteto Garibaldi Burba, foi construído para Giulio Cagiati durante as obras de urbanização do novo rione Prati, caracterizadas por uma forte presença de propriedades similares, em 1902. Sua fachada atual, restaurada no século XXI, apresenta vários dos elementos decorativos originais, em metal, cantaria ou cerâmica, renovados. Durante o projeto, além do arquiteto, participaram vários artistas importantes de Roma na época, como o florentino Galileo Chini (1873-1956), que cuidou da decoração externa em majólica colorida com motivos florais e frutais, Silvio Galimberti, que na época tinha apenas trinta anos, mas que depois tornou-se o decano da "Academia dos Virtuosos no Panteão", responsável pelos afrescos em estilo do século XV e que lembram os de Botticelli, o milanês Alessandro Mazzucotelli (n. 1865), que elaborou elegantes soluções em ferro forjado com predominância de elementos vegetais como brotos de videira. O resultado é o mais importante edifício art nouveau (conhecido como estilo liberty na Itália) de Roma.

## Descrição
Apesar de ter ganho um piso a mais, o que ampliou seu volume original, as linhas principais ainda são claramente visíveis. A construção original é caracterizada por uma importante busca por soluções de esquina, pois o edifício em si foi construído numa esquina de ângulo agudo entre duas vias. A entrada principal fica numa das laterais entre duas arcadas. Um amplo terraço superior separa o piso da rua do andar térreo edifício, que parece estar elevado. Uma torre quadrada funciona quase como uma dobradiça entre os dois volumes principais da estrutura (ali viveu o ator italiano Thomas Milian); no topo está a inscrição "In Arte Libertas". No terraço estão ainda depósitos, recessos e um jardim suspenso enriquecido por um belíssimo coreto circular com uma cúpula sobre arcadas, tudo fortemente influenciado por um estilo arabesco. O edifício é decorado na fachada por afrescos com lótus latinos e frisos com girassóis entrelaçados.